# Samuel Brolin
Samuel Erik Oskar Brolin, född 29 september 2000 i Lidköping, är en svensk fotbollsmålvakt som spelar för Kalmar FF i Superettan.
Brolin startade sin fotbollskarriär som femåring i IFK Stocksund. Som 15-åring byte han juniorlag till AIK, där han även senare kom att vinna SM-guld med klubbens U16-lag. Han gjorde sin debut för AIK:s A-lag i en träningsmatch mot Sollentuna FK i november 2017. Brolin har sedan dess varit utlånad från AIK vid tre tillfällen, där han individuellt kvalificerat sig i serienivån för varje utlåning. Först med Vasalunds IF i Division 1, sen till Akropolis IF i Superettan och sedan Mjällby AIF i Allsvenskan. Det var i och med utlåningen till Akropolis säsongen 2020 som Brolin fick sitt stora genombrott när han stod alla ligamatcher för klubben och noterade en räddningsprocent på 75,81%, vilket var tredje bäst av alla målvakter i ligan. De flesta trodde att Brolin skulle stanna i AIK efter succén i Akropolis, men så blev inte fallet. Brolin lånades ut till den allsvenska klubben Mjällby AIF i december 2020.
Brolin har representerat Sveriges ungdomslag i flera olika nivåer. Han har exempelvis spelat sju matcher för U17-laget och nio matcher för U19-laget. För tillfället vaktar Brolin målet för Sverige U21, där han än så länge spelat 10 matcher.

## Klubblagskarriär

### Tidig karriär
Brolin, som är uppvuxen i Danderyds kommun, kom till AIK:s ungdomsakademin när han var 15 år, efter att han spelat 10 år i moderklubben IFK Stocksund. Brolin började i AIK:s U17-trupp, men spelade de flesta matcherna med AIK:s P15-lag. Brolin var även med och tog SM-guld med AIK:s U16-lag efter att man besegrat Elfsborg med 4–2 den 22 oktober 2016.  

### AIK

#### 2017–2018: Debut och backup
Debuten för AIK:s A-lag skedde den 24 november 2017 i årets sista träningsmatch mot Sollentuna FK (3–1) då han stod hela matchen. Målet han släppte in var mer eller mindre omöjligt att ta då det var ett självmål av den argentinske backen Agustín Gómez. Under våren 2018 satt han på bänken i fyra allsvenska matcher när Oscar Linnér var skadad. Brolin hade även ögonen på sig från engelska klubbar och hade under åren varit och tränat med Manchester City, Sunderland och Manchester United. Den 10 januari 2019 meddelade AIK att man var överens med Brolin om ett fyraårsavtal. 

#### 2019: Lån till Vasalund
Den 27 februari 2019 lånades Brolin ut till Division 1-klubben och AIK:s samarbetsklubb Vasalunds IF, där fick han representera klubben i 16 matcher.

#### 2020: Lån till Akropolis
I januari 2020 lånades Brolin ut till Superettan-nykomlingarna Akropolis IF. Brolin gjorde sin debut för klubben den 16 juni 2020 i en 0–0-match mot Dalkurd. Brolin spelade sedan varenda match för Akropolis som slutade på en femte plats i Superettan under klubbens historiska dubetsäsong i ligan. Brolin höll även nollan fem gånger och avslutade säsongen med en räddningsprocent på 75,81%, vilket var tredje bäst i hela ligan.

#### 2021–2022: Lån till Mjällby AIF
Brolin skrev den 23 december 2020 på ett låneavtal med den allsvenska klubben Mjällby AIF, ett avtal som sträckte sig över säsongen 2021. I samband med utlåningen så förlängde Brolin även sitt kontrakt med AIK och det nya kontraktet gällde till och med den 31 december 2023. Trots att AIK valde att låna ut Brolin en tredje gång så ville dem ändå klargöra att Brolin fanns med i klubbens framtidsplaner och att man en dag ville att han skulle ta förstaplatsen som AIK:s målvakt. Detta var även något Brolin själv bekräftade under en intervju i och med utlåningen, han sade då: 
| ” | AIK visar fortsatt tro på att jag ska bli nummer ett i framtiden och det gläder mig. | „ |

Brolin gjorde sin tävlingsdebut för Mjällby den 21 februari 2021 när man tog emot hans gamla klubb Akropolis IF i den första omgången av Svenska cupen 2021. Mjällby vann matchen med 3–1, Brolin var dock nära att hålla nollan i debuten då Akropolis mål kom i den 88:e matchminuten. Brolin stod inte de nästkommande två matcherna i cupen när Mjällby slutade på en andraplats i gruppen, en poäng bakom kvalificerade Östersunds FK.
Brolin inledde på bänken i den Allsvenska-premiären 2021 då Mjällby och Varberg spelade mållöst den 11 april 2021. Brolin gjorde sin allsvenska debut den 26 april 2021 när Mjällby förlorade mot IF Elfsborg med 1–0 på Borås Arena. Målet han släppte in var dock på en omdiskuterad straffspark där Elfsborgs Johan Larsson till synes väldigt enkelt föll till marken efter en hand i ryggslutet från Kadir Hodzic. Endast en vecka efter höll han sin första nolla för klubben när man slog Degerfors IF med 1–0 hemma på Strandvallen.
Den 22 maj 2021 vaktade Brolin Mjällbys mål när de spelade 2–2 mot AIK (laget han var utlånad från) på Friends Arena i Stockholm. Brolin noterade två målvaktsräddningar och inhopparen Mamudo Moro stod för Mjällbys båda mål.  Efter en hemmamatchen mot Malmö FF (2–0-förlust) i omgång 12 blev Brolin förpassad till bänken och sedan lyckades han aldrig peta succékonkurrenten Carljohan Eriksson.
Den 30 december 2021 förlängde Brolin sin utlåning till Mjällby med ytterligare ett år. Detta efter att AIK förlängde sitt kontrakt med sin stjärnmålvakt och landslagsman Kristoffer Nordfelt, samt att Carljohan Eriksson lämnade Mjällby, vilket gjorde att konkurrenten om målvaktsplatsen svalnade och Brolin såg sin chans att knippa förstaspaden. Brolin kom sedan att bli första målvakt för Mjällby under säsongen 2022. Efter de 12 första omgångarna hade han vaktat målet i samtliga av dessa, samt hållit nollan fem gånger. Värt att nämna var att han höll nollan mot just AIK på Friends Arena den 2 juli då Mjällby lyckades vinna med 1–0 efter mål av Silas Nwankwo. Han noterade sedan för 29 matcher i Allsvenskan för klubben 2022, varav åtta av dessa höll han nollan.

#### 2023: Lån till AC Horsens
Efter flera spekulationer om vart Brolin skulle spela inför säsongen 2023, som exempelvis att FC Köpenhamn och Bröndby ville köpa loss honom, lånades han slutligen ut till AC Horsens i den danska högstaligan Superligaen i januari 2023. Lånet sträckte sig fram till och med sommaren 2023 då transferfönstert öppnade. I låneavtalet fanns även en köpoption.
Han gjorde sin debut för klubben den 19 februari 2023 i en 5–2-förlust mot Bröndby. Han startade sedan de två nästkommande matcherna mot Viborg och Aarhus, där laget förlorade med 3–0, samt 2–0. Efter 10 insläppte mål på sina tre första matcher för klubben blev Brolin kvar på bänken resterande delen av säsongen då klubben blev degeraderade till 1. division, den näst högsta fotbollsserien i Danmark. Den 9 juni 2023 bekräftade AIK att Brolin var tillbaka i träning med klubben då köpoptionen inte hade nyttjas av Horsens.

### Kalmar FF
I december 2023 värvades Brolin av Kalmar FF, där han skrev på ett treårskontrakt.

## Landslagskarriär

### Ungdomslagen
Brolin gjorde sin debut för Sveriges U17-lag den 30 april 2016 i en match mot Island, matchen slutade med förlust för Sverige med 3–2. Brolin höll sin första nolla för U17-laget i en 1–0-match mot Polen som spelades i Spanien den 11 februari 2017. Brolin gjorde sin debut för Sveriges U19-lag den 9 juni 2018 i en match mot Turkiet, matchen slutade med förlust för Sverige med 3–2. Brolins första vinst för U19-laget kom den 14 november 2018 i en 2–1-vinst mot San Mariona. 
Efter Brolins genomenbrott i Akropolis och Superettan under säsongen 2020 belönades han med att bli uttagen till Sveriges U21-lag till två landskamper mot Armenien och Italien. Brolin fick dock kallas hem från samlingen på grund av att han testat positivt för Covid-19.
Brolin gjorde sin debut för Sveriges U21-landslag den 3 juni 2021 i en träningsmatch mot Finland som Sverige vann med 2–0. Brolin stod första halvleken av matchen och inför andra halvlek valde förbundskapten Poya Asbaghi att byta ut hela laget, Brolin ersattes då av Oliver Dovin.

## Statistik
| Klubb                                                     | Säsong            | Inhemsk liga      | Inhemsk liga | Inhemsk liga | Nat. täv. | Nat. täv. | Internat. täv. | Internat. täv. | Totalt | Totalt |
| Klubb                                                     | Säsong            | Serie             | SM           | Mål          | SM        | Mål       | SM             | Mål            | SM     | Mål    |
| --------------------------------------------------------- | ----------------- | ----------------- | ------------ | ------------ | --------- | --------- | -------------- | -------------- | ------ | ------ |
| AIK                                                       | 2018              | Allsvenskan       | 0            | 0            | 0         | 0         | 0              | 0              | 0      | 0      |
| AIK                                                       | Totalt i klubblag | Totalt i klubblag | 0            | 0            | 0         | 0         | 0              | 0              | 0      | 0      |
| Vasalunds IF (Lån)                                        | 2019              | Division 1        | 16           | 0            | 0         | 0         | 0              | 0              | 16     | 0      |
| Vasalunds IF (Lån)                                        | Totalt i klubblag | Totalt i klubblag | 16           | 0            | 0         | 0         | 0              | 0              | 16     | 0      |
| Akropolis IF (Lån)                                        | 2020              | Superettan        | 30           | 0            | 1         | 0         | 0              | 0              | 31     | 0      |
| Akropolis IF (Lån)                                        | Totalt i klubblag | Totalt i klubblag | 30           | 0            | 1         | 0         | 0              | 0              | 31     | 0      |
| Mjällby AIF (Lån)                                         | 2021              | Allsvenskan       | 10           | 0            | 1         | 0         | 0              | 0              | 11     | 0      |
| Mjällby AIF (Lån)                                         | Totalt i klubblag | Totalt i klubblag | 10           | 0            | 1         | 0         | 0              | 0              | 11     | 0      |
| Antal matcher och mål är korrekt per den 31 december 2021 |                   |                   |              |              |           |           |                |                |        |        |